# 1689년 잉글랜드 총선
명예혁명으로 제임스 2세를 쫓아낸 직후, 컨벤션 의회가 소집되어 윌리엄 3세와 메리 2세를 공동국왕으로 추대하며 권리 선언을 제출해 승인을 받고, 12월 권리장전을 제정하게 된다.

## 선거 결과
| 정당   | 의석 수 |
| ------ | ------- |
| 휘그당 | 319석   |
| 토리당 | 232석   |
| 합계   | 551석   |